# Mathias Énard
Mathias Énard (Niort, 1972. január 11. –) francia regényíró. Perzsa és arab nyelvet tanult, és hosszú időt töltött a Közel-Keleten. Mintegy tizenöt éve Barcelonában él, 2013-ban megszakítva egy berlini írói rezidenciával. A Zone című regényéért számos díjat nyert, köztük a Prix du Livre Intert és a Prix Décembre-t. A Rue des Voleurs (Tolvajok utcája) című regényéért elnyerte a Prix Goncourt/Le Choix de l'Orient, a Prix littéraire de la Porte Dorée és a Prix du Roman-News díját. A 2015-ös Prix Goncourt-díjat a Boussole (Iránytű) című művéért nyerte el. 2020-ban a berni egyetem Friedrich Dürrenmatt világirodalmi vendégprofesszora volt.

## Művei
- La Perfection du tir, Actes Sud, 2003 ; rééd. Babel, Actes Sud, n°903, 2008[5]

– Prix des cinq continents de la francophonie 2004 – Prix Edmée-de-La-Rochefoucauld 2004
- Remonter l’Orénoque, Actes Sud, 2005 ; rééd. Babel, Actes Sud, n°1373, 2016
- Bréviaire des artificiers (ill. Pierre Marquès), Éditions Verticales / Gallimard, 2007
- Zone, Actes Sud, 2008 ; rééd. Babel, Actes Sud, n° 1020, 2010[5]

– Prix Décembre 2008 – Prix du Livre Inter 2009 – Prix Candide 2008 – Bourse Thyde-Monnier SGDL 2008 – Prix Cadmous 2008 – Prix Initiales 2009
- Parle-leur de batailles, de rois et d'éléphants, Actes Sud, 2010 ; rééd. Babel, Actes Sud, n° 1153, 2013[5]

– Prix Goncourt des lycéens 2010
– Prix du livre en Poitou-Charentes & Prix La Voix des lecteurs 201213
- L'Alcool et la Nostalgie, Paris, Éditions Inculte, 2011, 86 p. (ISBN 978-2-916940-48-9) ; rééd. Babel, Actes Sud, n° 1111, 2012
- Rue des voleurs : roman, Arles, Actes Sud, 2012, 251 p. (ISBN 978-2-330-01267-0)

– Prix Roman-News 2013
– Prix de l'Académie littéraire de Bretagne et des Pays de la Loire 2013
– Prix Liste Goncourt/Le Choix de l’Orient 2012 décerné à Beyrouth sous les auspices de l'Institut français du Liban et de l'Agence universitaire de la Francophonie
- Tout sera oublié (ill. Pierre Marquès), Arles, Actes Sud, 2013, 137 p. (ISBN 978-2-330-01808-5)
- Boussole, Actes Sud, 2015, 400 p. (ISBN 978-2-330-05312-3)

– Prix Goncourt 2015
– Prix des libraires de Nancy – Le Point 2015
– Prix Goncourt : le choix serbe 2016
– Prix littéraire de Leipzig pour la compréhension européenne (de) 2017
- Dernière communication à la société proustienne de Barcelone, Inculte/Dernière marge, 2016 (ISBN 9791095086345)
- Désir pour désir, RMN, collection Cartels, 2018 (ISBN 978-2711870981)
- Prendre refuge, coécriture et dessins de Zeina Abirached, Casterman, 2018 – bande dessinée
- J'y mets ma langue à couper, Bayard Éditions, 2020 (ISBN 978-2-2274-9866-2)
- Le Banquet annuel de la confrérie des fossoyeurs, Actes Sud, 2020, 432 p. (ISBN 9782330135508)
- Déserter, Actes Sud, 2023, 256 p. (ISBN 978-2330181611)

### Magyarul megjelent
- Zóna (Zone) – Libri, Budapest, 2017 · ISBN 9789633105993 · fordította: Takács József
- Mesélj nekik csatákról, királyokról és elefántokról (Parle-leur de batailles, de rois et d'éléphants) – Jelenkor, Budapest, 2018 · ISBN 9789636766436 · fordította: Takács M. József
- Iránytű. Regény (Boussole) – Magvető, Budapest, 2018 · ISBN 9789631436082 · fordította: Tótfalusi Ágnes

## Fordítás
- Ez a szócikk részben vagy egészben  a   Mathias Énard című angol Wikipédia-szócikk fordításán alapul.  Az eredeti cikk szerkesztőit annak laptörténete sorolja fel. Ez a jelzés csupán a megfogalmazás eredetét és a szerzői jogokat jelzi, nem szolgál a cikkben szereplő információk forrásmegjelöléseként.